# 피해망상
피해망상(被害妄想, 영어: persecutory delusions, querulant delusions) 또는 편집성 성격장애는 망상의 일종으로, 타인이 자신에게 해를 입힌다는 생각에 집착하는 것을 가리킨다.
망상성 조현병이나 망상장애에서 전형적으로 나타나며, 양극성장애의 조증 삽화나 혼합 삽화, 또는 정신병적 우울증에서 나타나기도 한다. 대상에 대해 적개심과 공포심을 품게 되므로 심한 경우 공격적인 행동으로 이어질 수 있으며, 이런 경우 즉각적인 입원이 필요할 수 있다.
망상장애에서는 스스로에게 가해지는 피해에 대한 주장이 비교적 명쾌하며 체계화되어 있으나, 조현병에서는 여러 주장이 난발하며 지리멸렬할 수 있다.

## 증세
피해망상증 환자는 주변이 자신에게 피해를 입히거나 그러한 의도를 가지고 있다고 여긴다. 타인이 몰래 숨어서 어떠한 행동을 취하고 있다고 믿으며, 미행·감시·도청 따위를 당하고 있다고 믿는 경우가 많다. 이러한 일련의 피해 뒤에 거대한 배후나 음모가 있다는 망상이 수반되기도 한다. 이러한 '가해'로부터 벗어나기 위해 환자는 적대적 행동이나 반복적인 공소(公訴)를 보이기도 한다.

## 원인
아직 명확하게 밝혀진 생물학적 원인은 없지만, 신체 외부에 일어난 큰 충격에 의해 발생하거나, 가정환경 혹은 대인관계의 문제점이 망상을 촉발시키기도 한다. 심리사회적인 요인으로 억압된 무의식적인 자아 부정, 반동 형성, 투사에 의한 방어 과정을 거쳐 편집 상태로 발전한다는 것이 전통적인 프로이트의 정신분석적 이론이다.

## 같이 보기
- 조현병(정신분열증)
- 망상장애
- 망상
- 환각
- 편집증
- 책임전가(영어판)